# Eupithecia infensa
Eupithecia infensa är en fjärilsart som beskrevs av András Vojnits 1979. Eupithecia infensa ingår i släktet Eupithecia och familjen mätare. Inga underarter finns listade i Catalogue of Life.